# Grækenlands præsidenter
Grækenland har været en republik flere gange. Grækenlands præsidenter har været:

## Første republik (1828-31)
- Ioannis Kapodistrias (1828-31)
- Augustinos Kapodistrias (1831-32)
- Kollektiv regering (1832-33)

## Anden republik (1924-35)
- Pavlos Kountouriotis (1924-26)
- Theodoros Pangalos (1926)
- Pavlos Kountouriotis, 2. gang (1926-29)
- Alexandros Zaimis (1929-35)

## Militærdiktatur (1967-74)
- Georgios Zoitakis (1967-72, regent)
- Georgios Papadopoulos (1972-73, regent, derefter præsident)
- Phaidon Gizikis (1973-74)

## Tredje republik (1974 – )
- Michael Stanisopoulos (1974-75)
- Konstantin Tsatsos (1975-80)
- Konstantinos Karamanlis (1980-85)
- Ioannis Alevra (1985)
- Christos Sartzesarkis (1985-90)
- Konstantinos Karamanlis, 2. gang (1990-95)
- Konstantinos Stefanopoulos (1995-2005)
- Karolos Papoulias (2005–2015)
- Prokopis Pavlopoulos (2015-2020)
- Katerina Sakellaropoulou (2020-)